# تیم ملی هاکی روی یخ مردان استونی
تیم ملی هاکی روی یخ مردان استونی (استونیایی: Eesti Jäähokiliit) نماینده کشور استونی در مسابقات جهانی و اروپایی می‌باشد و توسط اتحادیه هاکی روی یخ استونی اداره می‌شود.